# Messier 39
Messier 39 (M39), även känd som NGC 7092, är en öppen stjärnhop i stjärnbilden Svanen, placerad två grader söder om stjärnan Pi2 Cygni och omkring nio grader öst-nordost om Deneb.
Stjärnhopen upptäcktes av Guillaume Le Gentil 1749 och 1764 lade Charles Messier till den i sin katalog.

## Egenskaper
När Messier 39 observeras i ett litet teleskop vid låg förstoring visar hopen cirka två dussin ingående stjärnor, men den observeras bäst med en handkikare. Den har en total integrerad magnitud (ljusstyrka) på 5,5 och sträcker sig över en vinkeldiameter på 29 bågminuter – ungefär lika stor som fullmånen. Dess centrum befinner sig omkring 1 010 ljusår (311 parsec) bort från jorden.
Messier 39 har en uppskattad sammanlagda massa av 232 solmassor och en linjär tidvattenradie på 8,6 ±1 ,8 pc. Av de 15 ljusaste ingående stjärnorna bildar sex dubbelstjärnor och ytterligare en är misstänkt. HD 205117 är en trolig förmörkelsevariabel med en period på 113,2 dygn och en variation av 0,051 i skenbar magnitud. Båda stjärnorna verkar vara underjättar. Inom hopen är åtminstone fem kemiskt ovanliga stjärnor och tio misstänkt kortvarigt variabla stjärnor.

## Karta

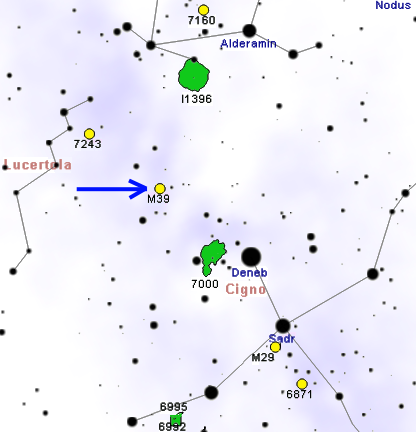
Map